# Alexandre Angelico
Alexandre Angelico (París, Regne de França, 16 d'octubre de 1736 - 20 d'octubre de 1821) fou un religiós i polític francès. Aquest cardenal i polític francès era fill del marquès Daniel de Talleyrand va estudiar al Seminari de Sant Sulpici i el 1766 fou nomenat coadjutor de l'arquebisbe de Reims, de 1769 abat de Hautvilliers, el 1770 president substitut de l'assemblea quinquennal del clero i el 1777 arquebisbe de Reims. Elegit el 1789 diputat del clero en els Estats generals, defensà tots els principis i hagué d'emigrar a Alemanya, on fou el conseller íntim del comte de Provença. En pujar aquest al tron amb el nom de Lluís XVIII tornà a França i aconseguí la dignitat de par. Durant la segona Restauració resta un cert temps encarregat de l'administració general de cultes (1816). Prengué part en la negociació del Concordat de 1817, essent creat el mateix any cardenal i anomenat arquebisbe de París, si bé no prengué possessió fins al 1819. En aquest càrrec serví amb gran zel a l'església.

## Honors
Comendador de l'orde de l'Esperit Sant
 Cavaller de l'orde de l'Àliga Blanca